# Sierra Madre (Filipines)

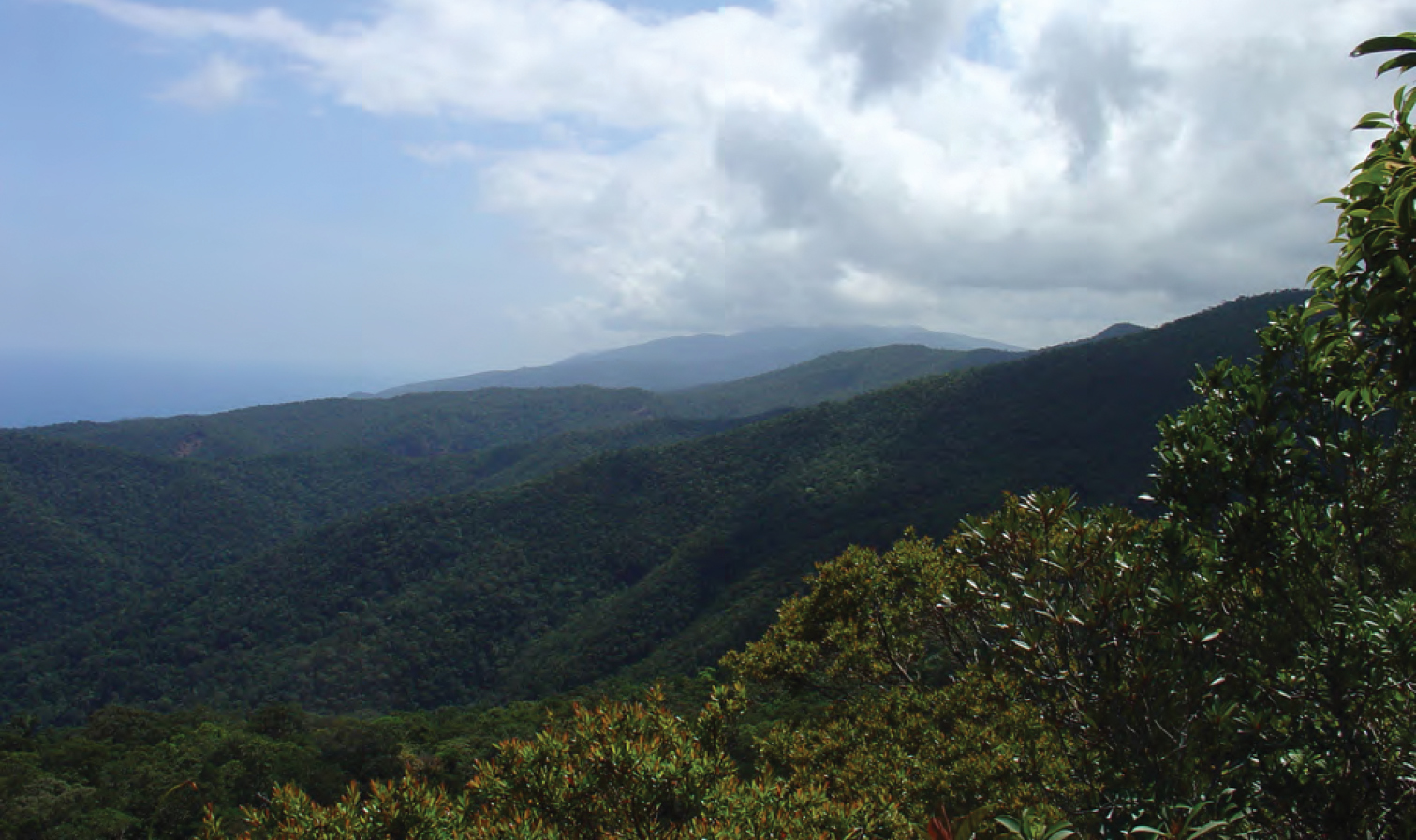
La serralada vista des de Barangay Diddadungan, Isabela

La Sierra Madre és una serralada de les Filipines. Es troba al litoral nord-est de l'illa de Luzón i discorre de nord a sud. A la serralada es troba el Quezon National Forest Park.

## Geografia
La Sierra Madre és la serralada més llarga de les Filipines. Comença al nord de la província de Cagayán i acaba al sud de la de Quezón, just a l'est de Laguna de Bay. A l'est arriba fins a la província de Nueva Vizcaya per formar els Caraballo Mountains, amb els quals connecta amb la Cordillera Central de Luzón.
El punt més alt de la serralada no està gaire clar. Mount Anacuao (Aurora) fa 6,069 peus (1,850 m), mentre que Mount Cetaceo (Cagayan) té una altitud similar. Tanmateix, una expedició d'abril de 2012 a Mount Guiwan (Nueva Vizcaya) va mesurar el cim com de 1.915 m.
Les ecoregions de la serralada són de boscos tropicals i subtropicals.

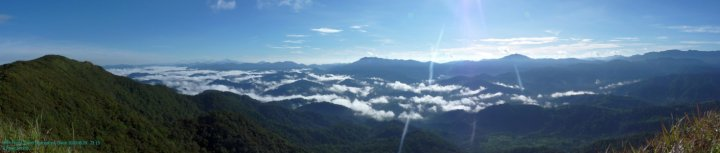
La Sierra Madre Mountain Range, des de Mount Oriod a Bulacán.

### Parcs nacionals
- Aurora Memorial National Park
- Biak-na-Bato National Park
- Fuyot Springs National Park

## Espècies endèmiques
Els rèptils Varanus bitatawa (nom comú: Butikaw) 